# کرنم
شهر کرنم (به فرانسوی: Kraainem) در ناحیه اداری ال-ویلوورد  در استان فلومیش بربان  در منطقه فلاندری در کشور بلژیک واقع شده‌است.